# 가미노호촌 (기후현 무기군)
가미노호촌(일본어: 上之保村)은 일본 기후현 무기군에 설치되었던 촌이다. 2005년 2월 7일에 무기군의 주변 4정촌과 함께 세키시에 편입되었다. 

## 역사
- 1889년 7월 1일 - 정촌제 시행으로 가미노호촌이 성립하였다.
- 2005년 2월 7일 - 무게가와 정·호라도 촌·이타도리 촌·무기 정·가미노호 촌이 세키시에 편입하였다.

## 교통
- 촌내에는 철도노선이 설치되지는 않았다. 철도를 이용할 경우 가장 가까운 역은 나가라가와 철도 에쓰미난 선 세키역이였다.

## 도로
- 기후현도 제63호선
- 기후현도 제85호선
- 기후현도 제294호선

## 참고 문헌
- 角川日本地名大辞典編纂委員会,『角川日本地名大辞典 21 岐阜県』1980, 角川書店